# Chaghalvand Rūd-e Soflá
Chaghalvand Rūd-e Soflá (persiska: چغلوند رود سفلى, چقلوند رود سفلى, Chaqalvand Rūd, Chaqalvand-e Soflá, Chaqalvand-e Pā’īn, Chaqalvand Rūd-e Soflá) är en ort i Iran.   Den ligger i provinsen Lorestan, i den centrala delen av landet, 300 km sydväst om huvudstaden Teheran. Chaghalvand Rūd-e Soflá ligger 1 790 meter över havet och antalet invånare är 169.
Terrängen runt Chaghalvand Rūd-e Soflá är kuperad åt sydost, men åt nordväst är den platt. Chaghalvand Rūd-e Soflá ligger nere i en dal.Runt Chaghalvand Rūd-e Soflá är det ganska tätbefolkat, med 72 invånare per kvadratkilometer. Närmaste större samhälle är Aznā, 16,9 km nordost om Chaghalvand Rūd-e Soflá. Trakten runt Chaghalvand Rūd-e Soflá består i huvudsak av gräsmarker.